# Dinastia Sui
A Dinastia Sui (chinês: 隋朝; pinyin: Suí cháo) precede a dinastia Tang na China. Com ela, terminaram quase quatro séculos de divisão entre regimes adversários. A dinastia foi fundada pela família Yang.
A dinastia Sui logrou reunificar o país em 581, após quase quatro séculos de fragmentação política na qual o norte e o sul se desenvolveram independentemente. Do mesmo modo que os soberanos Qin haviam unificado a China após o Período dos Reinos Combatentes, os Sui uniram o país e criaram diversas instituições que terminaram por ser adotadas por seus sucessores, os Tang. Da mesma forma que os Qin, porém, os Sui sobrecarregaram seus recursos e caíram.
Em 612, 613 e 614, lançaram ataques contra a Coreia que correram pessimamente , com a unificação o império pôde recolher mais impostos.Além disso havia um sistema de compra de grãos pelo governo na época da fartura.

## Bibliografia

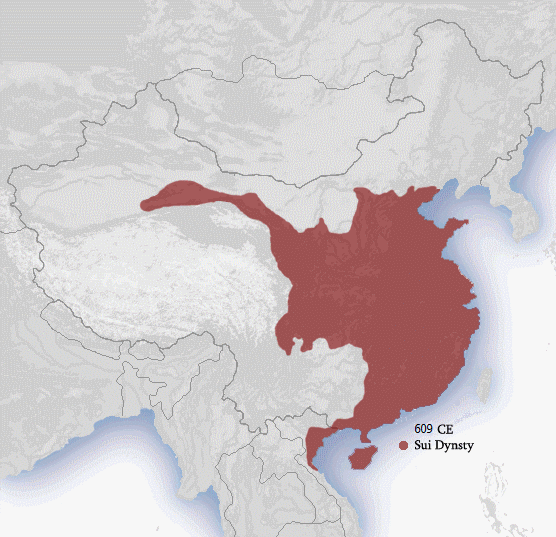
Mapa da Dinastia Sui 609 EC